# 神奈川県道25号横須賀停車場線
神奈川県道25号横須賀停車場線（かながわけんどう25ごう よこすかていしゃじょうせん）は、神奈川県横須賀市東逸見町の横須賀駅から神奈川県横須賀市汐入町の国道16号交点間を通る県道である。

## 概要
- かつて横須賀の玄関口であった国鉄（当時）横須賀線横須賀駅と国道16号を結ぶために敷設された道路である。横須賀駅側は行き止まりになっている（歩行者は横須賀線の踏切を渡って国道16号方面へ通り抜け可能）。
- この道路を通過するのは横須賀駅発着のバスとタクシー、または送迎を目的とする自動車が主である。
- 横須賀市街へは京急本線横須賀中央駅または汐入駅の利用が便利で、横須賀駅付近に平地が少ないこともあって駅前は閑散としている。
- しかし、京浜急行バスのターミナルとなっており、発着するバスは多い。
- 主要地方道に指定されているが、距離がとても短く、交通量も少ないため地元でもあまり認知されていない。

### 路線データ
- 距離:約400m
- 起点:神奈川県横須賀市汐入町一丁目
- 終点:神奈川県横須賀市東逸見町一丁目
- Google マップ

## 地理

### 通過する自治体
- 神奈川県
  - 横須賀市

### 接続する道路
- 神奈川県道28号本町山中線

### 周辺
- JR横須賀線 横須賀駅
- ヴェルニー公園